# Максимальный разрез графа

Максимальный разрез.

Максимальный разрез графа — это разрез, размер которого не меньше размера любого другого разреза. Задача определения максимального разреза для графа известна как задача о максимальном разрезе.
Задачу можно сформулировать следующим образом.  Следует найти подмножество вершин S, такое, что число рёбер между S и его дополнением было бы настолько велико, насколько это возможно.
Существует расширенная версия, задача о взвешенном максимальном разрезе.  В этой версии каждому ребру приписано вещественное число, его вес, и целью является максимизация не числа рёбер, а общего веса рёбер между S и его дополнением.  Задача о взвешенном максимальном разрезе часто, но не всегда, ограничивается неотрицательными весами, поскольку отрицательные веса могут изменить природу задачи.

## Вычислительная сложность
Следующая задача разрешимости, связанная с максимальным разрезом, широко изучалась в теоретической информатике:
Задан граф G и целое число k, определить, имеется ли разрез в G размером, не меньшим k.
Известно, что эта задача NP-полная. NP-полноту задачи можно показать, например, приведением от задачи максимальной 2-выполнимости (задача максимальной выполнимости с ограничениями). Взвешенная версия задачи разрешимости входит в 21 NP-полную задачу Карпа. Карп показал NP-полноту путём приведения от задачи разбиения.
Канонический оптимизационный вариант вышеупомянутой задачи разрешимости известен как «задача о максимальном разрезе» и определяется следующим образом:
Пусть задан граф G, нужно найти максимальный разрез.

## Алгоритмы полиномиального времени
Так как задача о максимальном разрезе является NP-трудной, нет известных алгоритмов полиномиального времени для задачи о максимальном разрезе для общих графов.
Для планарных графов, однако, задача о максимальном разрезе двойственна задаче китайского почтальона (задаче поиска кратчайшего обхода с обходом всех рёбер по меньшей мере один раз), в том смысле, что рёбра, не принадлежащие максимальному разрезу графа G,  двойственны рёбрам, которые проходятся многократно в оптимальном обходе двойственного графа для графа G. Оптимальный обход образует самопересекающуюся кривую, которая разбивает плоскость на два подмножества, подмножество точек, для которых порядок относительно кривой чётен, и подмножества точек, порядок которых нечётен. Эти два подмножества образуют разрез, в который входят все рёбра, двойственные рёбрам, которые появляются нечётное число раз в обходе. Задача о китайском почтальоне может быть решена за полиномиальное время, и эта двойственность позволяет  задачу максимального разреза решать для планарных графов за полиномиальное время. Известно, однако, что задача максимальной бисекции NP-трудна.

## Аппроксимационные алгоритмы
Задача о максимальном разрезе является APX-сложной (Пападимитроу и Яннакакис доказали MaxSNP-полноту данной задачи), что означает, что не существует аппроксимационной схемы полиномиального времени (PTAS) как угодно близкой к оптимальному решению, если только не P = NP. Таким образом, любой аппроксимационный алгоритм полиномиального времени даёт аппроксимационный коэффициент, строго меньший единицы.
Существует простой вероятностный 0,5- аппроксимационный алгоритм — для любой вершины бросаем монету с целью решить, к какой части разреза отнести данную вершину. Ожидается, что половина рёбер являются разрезающими. Этот алгоритм может быть дерандомизирован с помощью метода условных вероятностей. Таким образом, существует простой детерминированный полиномиального времени алгоритм с  0,5-аппроксимацией. Один такой алгоритм начинает с произвольного разбиения вершин заданного графа {\displaystyle G=(V,E)} и передвигает одну вершину за один шаг из одной части разреза в другую, улучшая решение на каждом шаге до тех пор, пока улучшение возможно. Число итераций алгоритма не превосходит {\displaystyle |E|}, поскольку алгоритм улучшает разрез по меньшей мере на одно ребро. Когда алгоритм прекращает работу, по меньшей мере половина рёбер, инцидентных любой вершине, принадлежат разрезу, в противном случае перенос вершины улучшил бы разрез (увеличил бы размер разреза). Таким образом, разрез включает по меньшей мере {\displaystyle |E|/2} рёбер.
Полиномиального времени аппроксимационный алгоритм для задачи о максимальном разрезе с лучшим известным аппроксимационным коэффициентом — это метод Геманса и Вильямсона, использующий полуопределённое программирование и вероятностное округление. Метод даёт  аппроксимационный коэффициент {\displaystyle \alpha \approx 0{,}878}, где {\displaystyle \alpha ={\tfrac {2}{\pi }}\min _{0\leq \theta \leq \pi }{\tfrac {\theta }{1-\cos \theta }}}.
Если гипотеза уникальной игры верна, это лучший возможный аппроксимационный коэффициент для максимального разреза.
Если не принимать такие недоказанные допущения, было доказано, что NP-трудно аппроксимировать значение максимального разреза с коэффициентом, лучшим {\displaystyle {\tfrac {16}{17}}\approx 0{,}941}.